# Саковщина
Саковщина (бел. Сакаўшчына) — агрогородок в Воложинском районе Минской области Белоруссии, в составе Воложинского сельсовета. До 2013 года был административным центром и входил в состав Саковщинского сельсовета. Население 443 человека (2009).

## География
Саковщина находится в 12 км к северо-западу от райцентра города Воложин. 
Через агрогородок проходит автодорога Воложин — Вишнево, Саковщина вытянута вдоль неё и находится примерно в её середине.

#### Водная система
По восточной окраине села протекает Березина (приток Немана), здесь река перегорожена плотиной и устроено небольшое водохранилище.
Действует Саковщинская ГЭС. 

## Достопримечательности

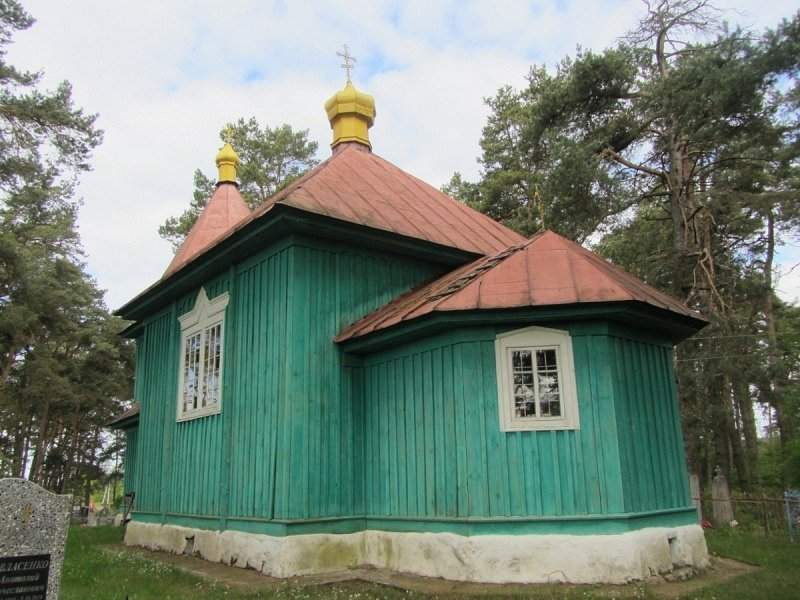
Православная церковь Св. Ильи

- Православная церковь Св. ИльиПравославная церковь св. Ильи. Построена в 1878 году, памятник деревянного зодчества. Включена в Государственный список историко-культурных ценностей Республики Беларусь[1].
- Памятник землякам, погибшим в Великой Отечественной войне